# Aïn El Hammam
Pour les articles homonymes, voir Michelet et Aïn El Hammam (source).
Aïn El Hammam, anciennement Michelet (en kabyle : Asqif n Ṭmana), est une commune algérienne de Kabylie située dans la wilaya de Tizi Ouzou. 
Elle a une population d'environ 21 000 habitants.

## Géographie

### Situation
La commune se situe dans le sud-est de la wilaya, à 45 km au sud-est de Tizi Ouzou. 
Elle s'étend en grande partie sur le territoire de l'ancienne tribu (âarch) des At Menguellat.

### Communes limitrophes
| Aït Aggouacha         | Aït Aggouacha, | Aït Yahia   |
| Beni Yenni            | Aïn El Hammam  | Iferhounene |
| Iboudraren, Yattafène | Akbil          | Abi Youcef  |

### Relief et hydrographie
La ville est située sur le versant nord du Djurdjura, à 1 080 mètres d'altitude. 

### Localités de la commune
Les villages de la commune sont bâtis à flanc de montagne, jusqu'à 1 200 mètres d’altitude.
Selon le découpage administratif de 1984, la commune d'Aïn El Hammam inclut les localités suivantes :
- Aïn El Hammam Ville (Asqif n tmana ou Micli)
- Taourirt Menguellet (Tawrirt At Mengellat)
- Aït Sidi Saïd (At-sidi-Sɛid)
- Tamedjout (Tameǧuṭ)
- Outslid (Waytslid)
- Aït Ailem (At-Ɛilem)
- Ighil Bougueni (Iɣil-n-Wegni)
- Aourir (Awrir)
- Tillilit
- Tazga Melloul (Tasga-Mellul)
- Taskenfout
- Azrou Kollal (Azru n tekelilt - Roc de jarre)
- Taourirt Amrane (Tawrirt Ɛemṛan)
- Agouni N'Teslent (Aguni n Teslent)
- Ouaghzen ( Waɣzen )
- El Karn (Lqern)
- Tagounsa (Tagunssa)
- Aït Aïssa (At Ɛisa)
- Bouagache (BuƐgač)
- Boudafal (Budafal)
- El Karn Oufella (Lqern ufella)
- Aït Seddik
- Ait Sidi Ahmed

### Voies de communication
La commune est reliée :
- par la route nationale 15 à Tizi Ouzou ;
- par la route nationale 71, à Aït Yahyia et Azazga vers le nord (et au-delà au littoral dans la région de Dellys), à la route nationale 30 (qui franchit le col de Kouilal) vers le sud.

## Toponymie
« Aïn El Hammam » est un toponyme arabe composé, formé des mots « aïn » (arabe classique ayn, arabe algérien ain), signifiant « source » et « el hammam » (« les thermes »). Le nom de la commune signifie donc « source des thermes ».
La commune a été créée par les Français à l'époque coloniale sous le nom de Michelet, en hommage à l'historien Jules Michelet. 
Après l'indépendance de l'Algérie (juillet 1962), la commune est renommée Aïn El Hammam dans le cadre de l'arabisation des noms de lieu. Cependant, l'actuel chef-lieu de la commune continue à être nommé localement Michelet (sous les formes Michli, Michyi, formes érodées ou kabylisée). Une autre appellation ancienne également utilisée par les natifs[pas clair] de la ville est El Hammam.
Asqif n-Ṭmana est le nom d'une partie de ce centre urbain aux ramifications tentaculaires[pas clair]. Il s'agit en effet de l'ancienne entrée Nord de la ville, correspondant à l'ancien hameau des Ait-Sidi-Said et comprenant le cimetière où est enterré le barde kabyle Si Muhand U M'hand.
D'autres informations[réf. souhaitée] font référence à un autre nom ancien de la région[pas clair], antérieur à la colonisation française, Tala Budhi (littéralement « la fontaine du beurre »).
La ville a aussi été nommée Suq n Tlata (« marché du mardi ») et le nom Ighil n'Teryel (« colline de l'ogresse ») a été employé à l'époque médiévale[réf. nécessaire]. 
À l'époque de l'Empire romain, le nom était Aqua flaviana
(« Eau flavienne »), en référence aux empereurs de la dynastie flavienne (7O-96).

## Histoire

### Période ottomane
La région de Ain El hammam a été marquée par la période de Sidi Ahmed ou el Kadhi, fondateur du royaume de Koukou du village de Koukou, commune Ait Yahia, de la daira de Ain El hammam.

### Période coloniale: Michelet
La localité de Michelet, créée en 1881, a été implantée à l'endroit où se tenait le marché hebdomadaire des Aït Menguellat, appelé autrefois Thalatha Aït Menguellat (« le mardi des At Menguellat »), entre le hameau d'Asqif-n-Ṭmana et le village des At-Sidi-Sɛid. Par la suite, Michelet a aussi accueilli le marché des Aït-Yahya qui se tenait, auparavant, à Sabt (donc tous les samedis) à trois kilomètres de là, en périphérie de Ait Hichem, juste au niveau de l'actuel chef-lieu de la commune d'Aït Yahia.
Michelet est un centre administratif établi comme chef-lieu de la commune mixte du Djurdjura, placée (comme toutes les communes mixtes) sous la direction d'un administrateur général issu de l'administration préfectorale et de ses adjoints ; la commune mixte est divisée en plusieurs douars, chacun sous la direction d'un « adjoint indigène » (nommé « caïd » à partir de 1919).

## Administration

### Services publics
La commune est équipée d'un hôpital, d'un commissariat, d'une brigade de gendarmerie, d’un tribunal, d'un bureau de poste, de deux lycées, de deux C.E.M. (collèges) et de quatorze écoles primaires, dont quatre dans le village centre et dix réparties sur les autres villages.

### Liste des maires successifs
- Zerrouki Tayeb
- Ait Seddik Djilali
- Ould Taleb Yazid

## Économie
La commune est réputée pour le tissage de tapis aux couleurs vives (festival national du tapis d'Ait Hichem).

## Personnalités liées à Aïn El Hammam
- Hocine Ait Ahmed (1926-2015), un des fondateurs du FLN
- Azzedine Ait Djoudi
- Lalla Fatma N'Soumer
- Salah Bouakouir
- Khelifati Mohand Amokrane
- Omar Oussedik
- Mohand Ou Lhocine
- Youcef Oulefki
- Sidi Ahmed ou el Kadhi
- Lounis Aït Menguellet
- Taleb Rabah
- Amar Ezzahi
- Colonel Amirouche (1926-1959), officier de l'ALN
- Ali Yahia Abdennour
- Boussad Benkaci
- Ali Boumendjel (1919-1957), avocat et militant du FLN, mort prisonnier durant la bataille d'Alger
- Cherif Kheddam
- Loucif Hamani
- Larbi Benboudaoud
- Amar Ait Chikh
- Massa Bouchafa
- Abranis
- Professeur  Hamladji.
- Ait ourab Hassan dit Smail.

## Galerie

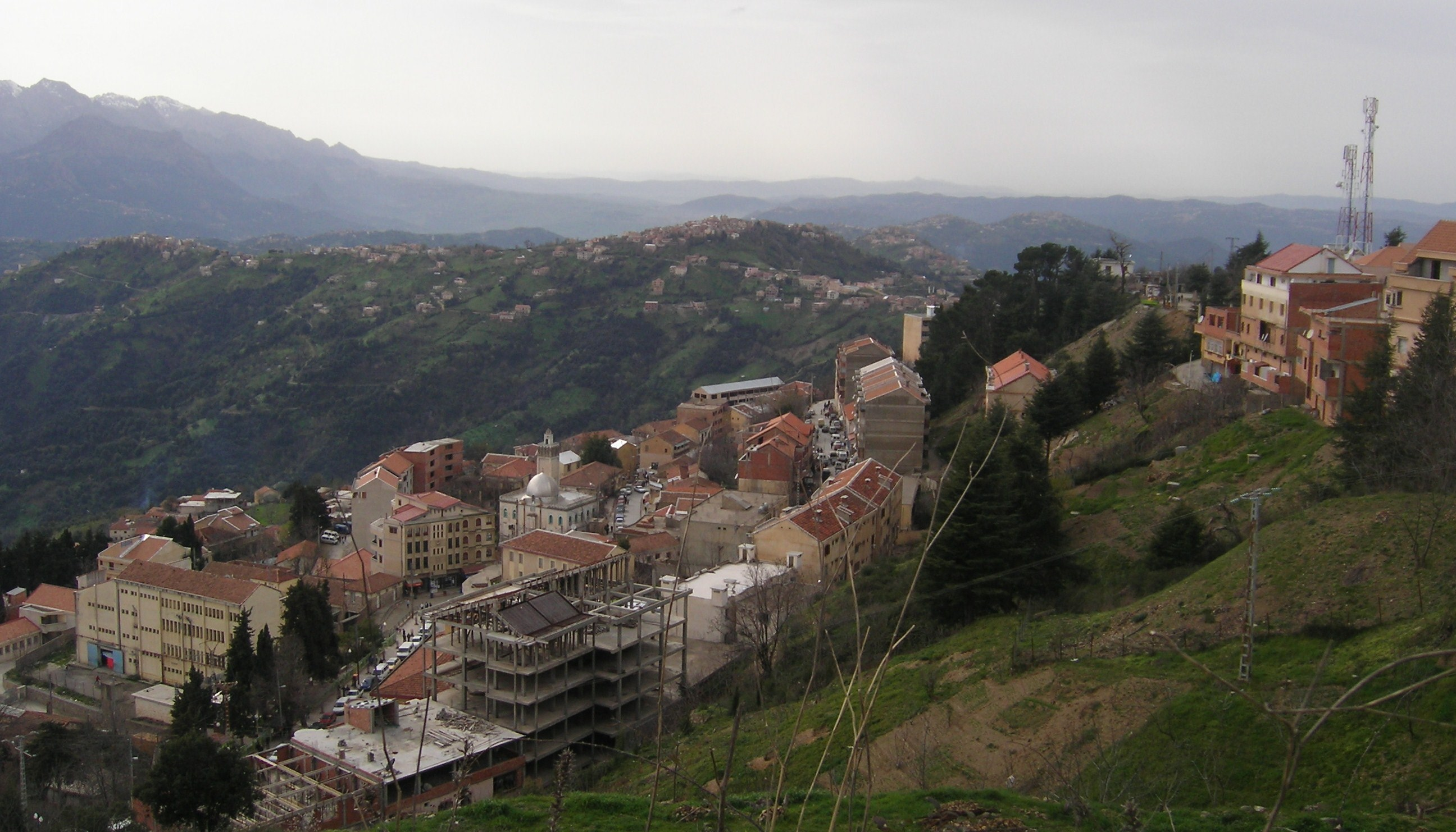
Vue sur une partie d'Aïn El Hammam et de quelques villages d'At Menguellat.
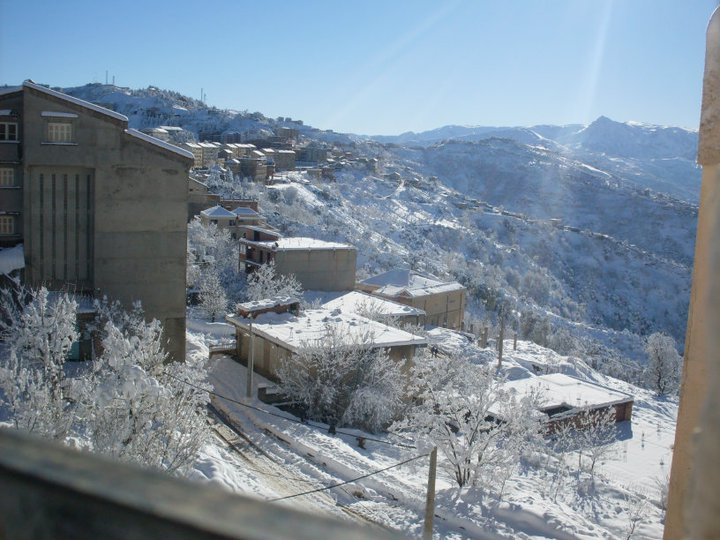
Aïn El Hammam sous la neige, mars 2011.
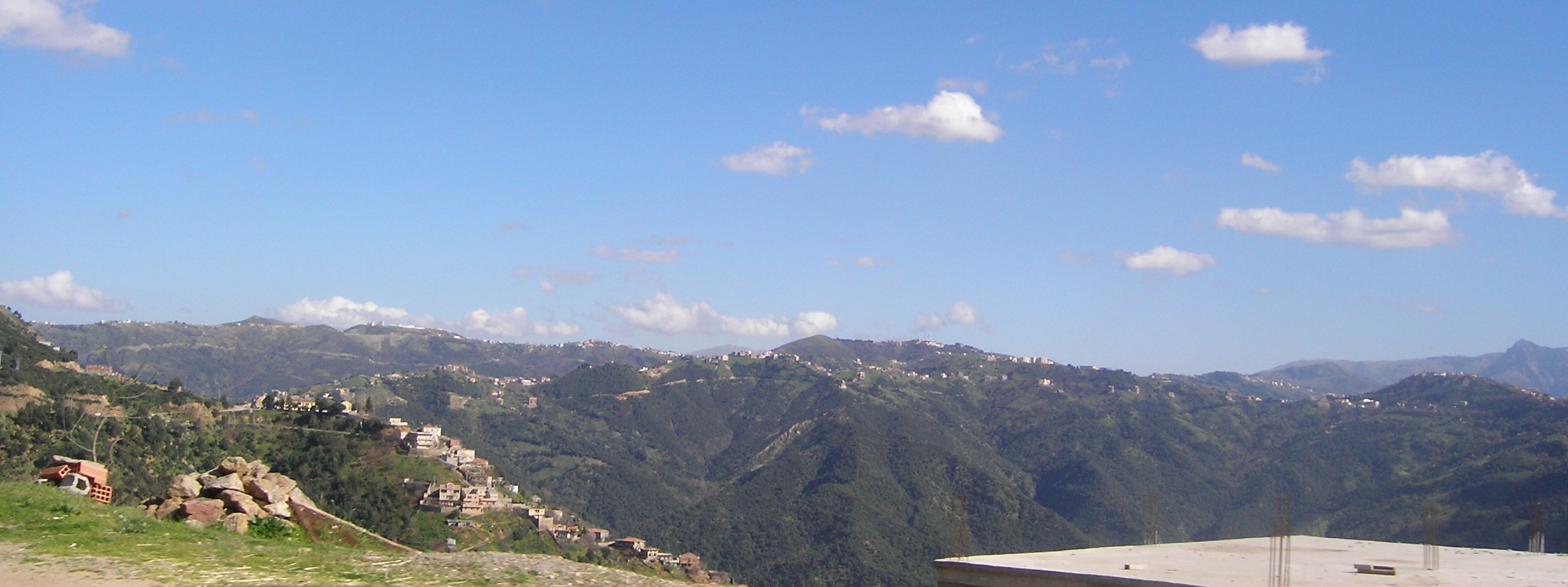
Quelques villages d'At Menguellat (commune d'Aïn El Hammam) vus depuis At Sidi Hmed (RN 15).
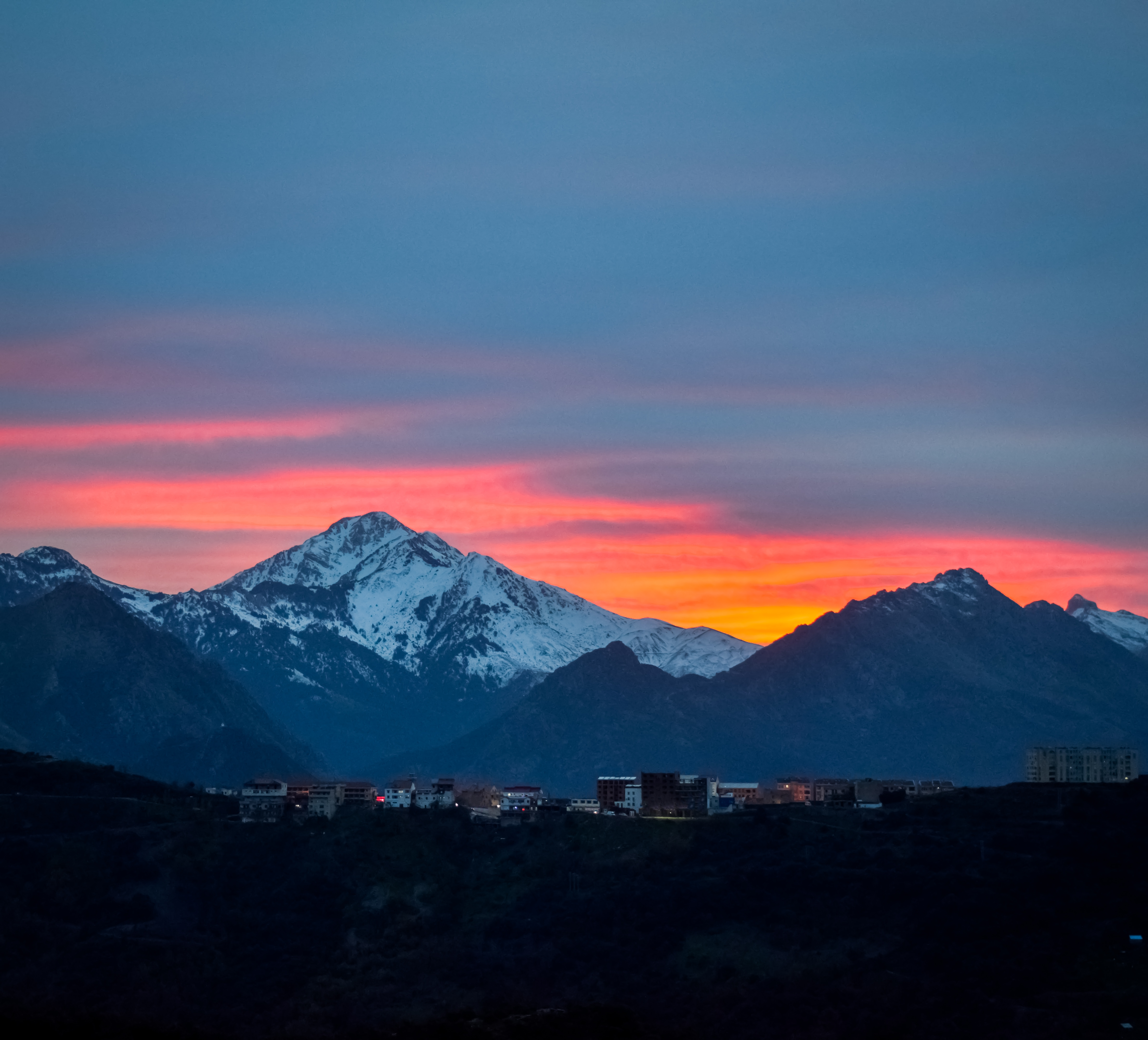
Abi Youcef, Ain El Hammam